# Eeva Bäckström
Eeva Bäckström, född 1926 i Viborg, död 2015 i Stockholm, var en finlandssvensk konstnär.
Bäckström studerade på Stockholms konstskola 1953-1958. Separat ställde hon ut i Stockholm, Uppsala, Linköping, Skövde samt Helsingfors och hon medverkade i ett flertal samlingsutställningar. Bäckström är representerad vid ett flertal banker och kulturnämnder i Finland och Sverige.